# 北方铁路局
北方铁路局（俄語：Северная железная дорога，羅馬化：Severnaya zheleznaya doroga，简称）是俄罗斯铁路股份公司属下的铁路管理局之一，总部位于雅罗斯拉夫尔，负责管辖俄罗斯联邦北部地区的铁路系统，范围包括雅罗斯拉夫尔州、伊万诺沃州、科斯特罗马州、阿尔汉格尔斯克州、科米共和国的全部铁路，以及沃洛格达州、弗拉基米尔州的部分铁路，铁路营业里程全长5,956公里。北方铁路局与莫斯科铁路局、十月铁路局、高尔基铁路局相邻。